# 狂った人生
『狂った人生』（くるったじんせい、スペイン語: La vida loca）は、2008年製作、クリスチャン・ポヴェダ監督によるスペイン・メキシコ・フランス合作の長篇ドキュメンタリー映画である。

## 略歴・概要
中央アメリカのエルサルバドル最大の都市、首都サンサルバドルでロケーション撮影が敢行され、同国とアメリカ合衆国を中心とした広域ギャング組織マラ・サルバトルチャのような、地元のギャングに生きる人々を描いたドキュメンタリー映画である。
2008年（平成20年）に完成し、同年9月20日にはスペインのサン・セバスティアン国際映画祭、同年10月4日にはメキシコのマレリア国際映画祭、同年11月1日にはアルゼンチンのサン・ルイス国際映画祭、翌2009年（平成21年）2月6日にはドイツの第58回ベルリン国際映画祭のヨーロピアン・フィルム・マーケット（EFM）で上映され、ハンガリーでは同年5月28日、フランスでは同年9月30日に一般公開された。
2009年9月2日、撮影地であるサンサルバドルに滞在中の本作の監督、クリスチャン・ポヴェダが、なにものかによって銃撃され、暗殺される事件が起きた。本作はポヴェダの遺作となった。

## 註
1. ↑  Asesinan a documentalista que retrató pandillas スペイン語:
2. ↑  Adams, Guy.  "Did film director die for his art?", The Independent, Sept. 4, 2009